# Predator 2
Predator 2 (1990) este un film american de acțiune științifico-fantastic regizat de Stephen Hopkins, cu Danny Glover, Gary Busey, María Conchita Alonso, Rubén Blades și Bill Paxton în rolurile principale. A fost distribuit de 20th Century Fox.

## Distribuție
- Kevin Peter Hall ca Predator
  - Hal Rayle ca Predator (Voce)
- Danny Glover ca Lt. LAPD Mike Harrigan
- Gary Busey ca Agent Special Peter Keyes
- Ruben Blades ca Detectiv Danny Archuleta
- María Conchita Alonso ca Detectiv LAPD Leona Cantrell
- Bill Paxton ca Detectiv LAPD Jerry Lambert
- Lilyan Chauvin ca Dr. Irene Richards
- Robert Davi ca Șef adjunct Phil Heinemann.
- Adam Baldwin ca Garber
- Kent McCord ca Cpt. LAPD B. Pilgrim
- Morton Downey, Jr. ca Tony Pope
- Calvin Lockhart ca King Willie